# Südliches Steigerwaldvorland
Südliches Steigerwaldvorland ist ein Europäisches Vogelschutzgebiet und Teil des EU-Naturschutzsystems Natura 2000. In das Vogelschutzgebiet wurden insbesondere Flächen aufgenommen, die von Wäldern oder Einzelbäumen und ihrer Umgebung beherrscht sind. Das Gebiet nimmt Areale ein, die vor allem im bayerischen Landkreis Kitzingen in Unterfranken zu finden sind. Das seit 2006 bestehende Schutzgebiet setzt sich teilweise aus älteren Schutzzonen zusammen.

## Lage
Die nördlichsten Abschnitte des EU-Vogelschutzgebietes Südliches Steigerwaldvorland ragen in die Gemarkungen von Lülsfeld und Frankenwinheim im unterfränkischen Landkreis Schweinfurt. Einzige größere Waldfläche in diesem Areal ist das Frankenwinheimer Holz. Auf dem Gemeindegebiet von Volkach werden die geschützten Gebiete größer. Hier sind insbesondere Kulturlandschafts-Flächen in den Gemarkungen von Rimbach, Eichfeld und Dimbach unter Schutz gestellt. Südlich der Mainfranken-Kaserne sind größere Offenflächen, die mit Wäldern durchsetzt sind, Teil des Vogelschutzgebietes.
Der Mainkanal zwischen Volkach und Gerlachshausen bildet im Westen die Grenze des Vogelschutzgebietes. Westlich schließt sich der Schutzgebietskomplex Maintal zwischen Schweinfurt und Dettelbach an, nördlich das Schutzgebiet Schweinfurter Becken und nördliches Steigerwaldvorland. Nahe dem Mainkanal erheben sich die größeren Flugsandgebiete zwischen Volkach und Schwarzach am Main, die ebenfalls Teil des Vogelschutzgebietes sind. Weiter östlich wurden zwischen Prichsenstadt und Wiesentheid ausgedehnte Waldflächen in den Gemarkungen von Atzhausen, Feuerbach und Reupelsdorf.
Das größte zusammenhängende Schutzgebiet beginnt nordöstlich von Kitzingen. Große Teile des Klosterforstes und weitere Areale um Klein- und Großlangheim, darunter mehrere Naturschutzgebiete, wurden in das Vogelschutzgebiet eingeordnet. Auf Höhe des Schwanbergs grenzt östlich mit dem EU-Vogelschutzgebiet Südlicher Steigerwald ein weiterer Schutzkomplex an. Südlich von Kitzingen werden die geschützten Flächen kleinteiliger. Teile des Vogelschutzgebietes liegen auf Flächen von Mainbernheim, Marktsteft, Willanzheim, Seinsheim und Obernbreit. Die südlichsten Areale liegen auf dem Gebiet von Martinsheim und Ippesheim im mittelfränkischen Landkreis Neustadt an der Aisch-Bad Windsheim.

## Geschichte und Beschreibung
Das Bayerische Landesamt für Umwelt, Abteilung Naturschutz, Landschaftspflege, Gewässerökologie stellte erstmals im Dezember 2004 mögliche Gebiete eines Vogelschutzgebietes zwischen Main und Steigerwald zusammen. Zwei Monate nach der Novellierung der Verordnung über die Festlegung von Europäischen Vogelschutzgebieten sowie deren Gebietsbegrenzungen und Erhaltungszielen im Jahr 2006 richtete man im September desselben Jahres das Vogelschutzgebiet ein. Im April 2016 wurde das Areal neuerlich unter Schutz gestellt, weil sich die gesetzlichen Bestimmungen verändert hatten.
Die geschützten Gebiete liegen zu großen Teilen in der naturräumlichen Über-Haupteinheit Steigerwaldvorland, die dem Schutzgebiet auch den Namen gab. Die Landschaft wird seit Jahrtausenden vom Menschen genutzt und ist stark ackerbaulich geprägt. Neben kleineren Waldgebieten, die vor allem von artenreichen Eichen- und Buchenwäldern dominiert sind, überwiegen Streuobstäcker. Daneben sind hier naturnahe Waldsäume, Gehölze, Einzelbäume und Hecken zu finden.
| Schutzgebiete innerhalb des Vogelschutzgebietskomplex Südliches Steigerwaldvorland | Schutzgebiete innerhalb des Vogelschutzgebietskomplex Südliches Steigerwaldvorland | Schutzgebiete innerhalb des Vogelschutzgebietskomplex Südliches Steigerwaldvorland | Schutzgebiete innerhalb des Vogelschutzgebietskomplex Südliches Steigerwaldvorland | Schutzgebiete innerhalb des Vogelschutzgebietskomplex Südliches Steigerwaldvorland |
| Name                                                                               | Schutzkategorie (IUCN)                                                             | Gemeinde                                                                           | Bild                                                                               |                                                                                    |
| ---------------------------------------------------------------------------------- | ---------------------------------------------------------------------------------- | ---------------------------------------------------------------------------------- | ---------------------------------------------------------------------------------- | ---------------------------------------------------------------------------------- |
| Sandfluren bei Volkach, Schwarzach am Main und Sommerach                           | IV                                                                                 | Volkach, Schwarzach am Main, Sommerach                                             | NSG Sandfluren bei Volkach, Schwarzach am Main und Sommerach                       |                                                                                    |
| Sande am Tannenbusch bei Kleinlangheim                                             | IV                                                                                 | Kleinlangheim                                                                      |                                                                                    |                                                                                    |
| Belkers bei Großlangheim                                                           | IV                                                                                 | Großlangheim                                                                       |                                                                                    |                                                                                    |
| Kranzer                                                                            | IV                                                                                 | Großlangheim                                                                       |                                                                                    |                                                                                    |
| Marktstefter Tännig                                                                | IV                                                                                 | Marktsteft                                                                         |                                                                                    |                                                                                    |

## Vogelarten und Schutzziele

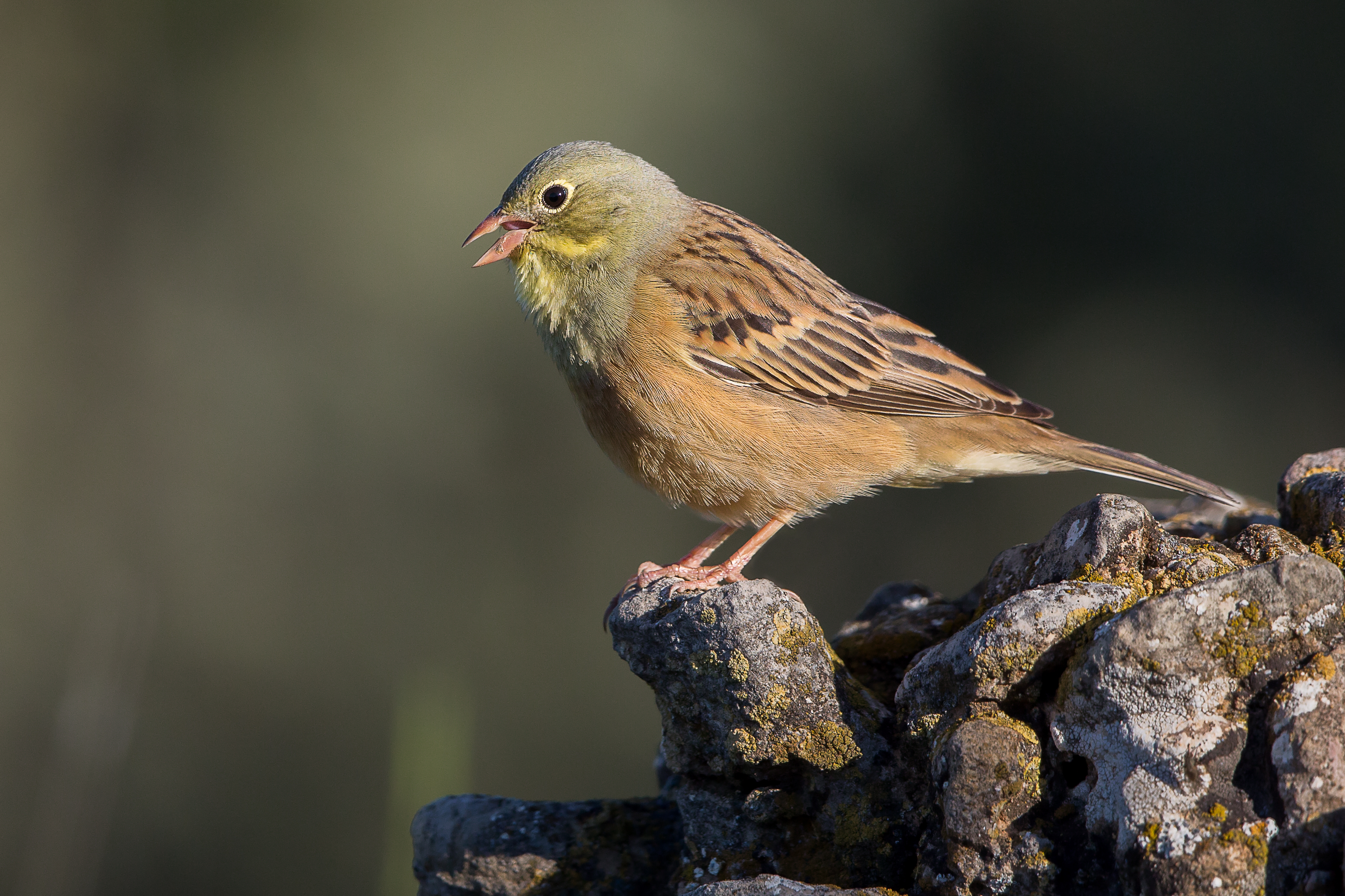
Ortolan (Emberiza hortulana)

Das Vogelschutzgebiet Südliches Steigerwaldvorland weist eine Vielzahl an unterschiedlichen Tierarten auf. Es weist, zusammen mit dem im Südwesten angrenzenden Areal Ortlangebiete zwischen Erlach und Ochsenfurt, den bayerischen Verbreitungsschwerpunkt des Ortolans (Emberiza hortulana) in Bayern auf. Daneben bieten die größeren Waldgebiete Spechten und Neuntötern (Lanius collurio) Lebensraum. Die Freiflächen werden von Rotmilanen (Milvus milvus) und anderen Greifvögeln angeflogen, die hier auch ihre Brutgebiete finden.  
Weitere seltene Stand- und Zugvögel im Vogelschutzgebiet: Circus aeruginosus, Circus pygargus, Dryocopus martius, Ficedula albicollis, Lullula arborea, Pernis apivorus, Gallinago gallinago, Jynx torquilla, Lanius excubitor, Miliaria calandra, Motacilla flava, Streptopelia turtur, Sylvia communis, Upupa epops und Vanellus vanellus.